# Пьер Дюге де Буабриан
Пьер Дюге де Буабриан (21 февраля 1675 — 7 июня 1736) — франко-канадский военный, политик и аристократ, который командовал несколькими районами Северной Америки, колонизированными Новой Францией в начале XVIII века, и который был 7-м губернатором французской колонии Луизиана (1724—1726).

## Биография
Пьер Дюге де Буабриан родился 21 февраля 1675 года в семье франко-канадского военного и политика Мишеля-Сидрака Дюге де Буабриана (ок. 1638—1688) и Мари Мойен Де Гранж в Монреале, Новая Франция.
Он начал свою военную карьеру в 1691 году в качестве прапорщика с половинным окладом во время Войны короля Вильгельма. В 1694 году он был произведен в полные прапорщики. В 1695 году он служил заместителем капитана Сент-Ура. В следующем году он участвовал в нападении на Ньюфаундленд вместе со своим двоюродным братом Пьером Ле Муан д’Ибервилем, а в 1697 году присоединился к экспедиции д’Ибервиля по отвоеванию Форта Бурбон.
В сентябре 1697 года Пьер Дюге де Буабриан отправился во Францию после Рисвикского мира. В 1699 году он сопровождал Пьера Ле Мойна д’Ибервиля на фрегате «Реномме» и помог основать форт Миссисипи. В 1699 году он служил мэром города Билокси . В 1700 году он переехал в Мобил и участвовал в строительстве Форт-Луи-де-ла-Луизиана . В 1702 году он получил пожалование земли в Мобиле. В 1704 году он и 25 французских солдат сопровождали членов племени чикасо на мирную конференцию с племенем чокто. Во время конференции делегаты чокто убили делегатов чикасо, а позже сопроводили французских солдат обратно в Мобил. В 1714 году Жан-Батист Ле Мойн де Бьенвиль рассматривал его на должность командира форта Сен-Жером, но вместо этого на эту должность был назначен Луи Понсеро де Шавань де Ришбур. В 1716 году он был произведен в гарнизонные адъютанты Мобила, а в следующем году назначен комендантом Мобила. В 1717 году он отправился в Париж; он вернулся в Луизиану весной 1718 года с комиссией в качестве первого королевского лейтенанта и члена совета Луизианы. К концу года он был комендантом округа Иллинойс.
В 1718 году Дюге возглавил экспедицию в миссию иезуитов в Каскаскии, штат Иллинойс. В следующем году недалеко от города был основан Форт-де-Шартр . С 1725 по 1727 год Дюге служил в Новом Орлеане в качестве губернатора Луизианы после того, как его предшественник Бьенвиль был отстранен от должности по обвинениям в бесхозяйственности. Дюге был отозван во Францию в 1729 году, чтобы ответить на обвинения в бесхозяйственности. Он потерял военную комиссию, но позже король наградил его пенсией. Он умер во Франции 7 июня 1736 года.
Будучи комендантом форта Шартр, Дюге передал землю поблизости своему племяннику св. Тереза Ланглуа, которая основала на этом месте город Прери-дю-Роше («Прерия Скалы»). Город является одним из старейших французских колониальных общин, чтобы выжить в 21-м веке на американском Среднем Западе.